# Röschenmühle
Röschenmühle ist ein Gemeindeteil des Marktes Markt Erlbach im Landkreis Neustadt an der Aisch-Bad Windsheim (Mittelfranken, Bayern). Röschenmühle liegt in der Gemarkung Altselingsbach.

## Geografie
Die Einöde liegt am Selingsbach, einem linken Zufluss der Zenn, und am Pilsenbach, der dort als linker Zufluss in den Selingsbach mündet. 0,5 km südwestlich des Ortes liegt das Waldgebiet Fichtlein. Eine Gemeindeverbindungsstraße führt an Neuselingsbach vorbei zur Staatsstraße 2413 (2 km südöstlich) bzw. nach Altselingsbach (0,5 km westlich), eine weitere führt nach Altziegenrück (0,6 km nordöstlich).

## Geschichte
1402 wurde „der Reschenmülner“ erstmals schriftlich erwähnt, der namensgebend für die Mühle wurde.
Gegen Ende des 18. Jahrhunderts gehörte die Röschenmühle zur Realgemeinde Altselingsbach. Die Mühle hatte das brandenburg-bayreuthische Kastenamt Neuhof als Grundherrn. Unter der preußischen Verwaltung (1792–1806) des Fürstentums Bayreuth erhielt die Röschenmühle die Hausnummern 1 und 2 des Ortes Altselingsbach.
Von 1797 bis 1810 unterstand der Ort dem Justizamt Markt Erlbach und Kammeramt Neuhof. Im Rahmen des Gemeindeedikts wurde Röschenmühle dem 1811 gebildeten Steuerdistrikt Linden und der 1813 gegründeten Ruralgemeinde Altselingsbach zugeordnet. Am 1. Januar 1970 wurde Röschenmühle nach Markt Erlbach eingemeindet.

## Einwohnerentwicklung
| Jahr      | 001818 | 001840 | 001861 | 001871 | 001885 | 001900 | 001925 | 001950 | 001961 | 001970 | 001987 |
| Einwohner | 9      | 11     | *      | 7      | 6      | 8      | 26     | 5      | 5      | 3      | *      |
| Häuser    | 2      | 2      |        |        | 2      | 2      | 4      | 1      | 1      |        | *      |
| Quelle    | [ 9 ]  | [ 10 ] | [ 11 ] | [ 12 ] | [ 13 ] | [ 14 ] | [ 15 ] | [ 16 ] | [ 17 ] | [ 18 ] | [ 19 ] |

## Religion
Der Ort ist seit der Reformation evangelisch-lutherisch geprägt und bis heute nach St. Kilian (Markt Erlbach) gepfarrt. Die Katholiken gehören zur Kirchengemeinde Maria Namen (Markt Erlbach), die ursprünglich eine Filiale von St. Michael (Wilhermsdorf) war und seit 2019 eine Filiale von St. Johannis Enthauptung (Neustadt an der Aisch) ist.